# Geneshaft
Geneshaft (ジーンシャフト, jīn shafuto) est un animé japonais en 13 épisodes produite par Bandai Visual en 2001.

## Résumé
Au vingt-troisième siècle, les humains sont fabriqués artificiellement de façon à servir au mieux les besoins de l'humanité. Chaque personne possède un type de gène spécifique, identifié par un code de couleur et correspondant à des capacités et des talents déterminés. La Terre vit enfin dans la paix et l'harmonie...